# 菅楯彦大賞展
菅楯彦大賞展（すがたてひこたいしょうてん）は、倉吉市と倉吉博物館が主催する絵画の全国規模の指名公募展。

## 概要
第二次世界大戦中に倉吉市へ疎開していた菅楯彦の顕彰を目的とし、「現代における暮らしの情景」をテーマとして1988年より日本画の賞「菅楯彦大賞」を倉吉市と倉吉博物館が主催している。3年に1度、菅楯彦大賞の応募作品による「菅楯彦大賞展」を倉吉博物館で開催している。
緑の彫刻賞、前田寛治大賞展は本大賞展と合わせて倉吉市の三大事業と呼ばれる。

## 大賞受賞作
1. 1990年 松生歩[2]
2. 1993年 柳沢正人[2]
3. 1996年	仲島昭広[2]
4. 1999年	岸本章[2]
5. 2002年 平山英樹[2]
6. 2005年 西田眞人[2]
7. 2008年 岩田壮平[2]
8. 2012年 松谷千夏子「View」[3]
9. 2016年 熊澤未来子「世界食紀行」[4]